# Barabinsk
Barabinsk (rusky Бара́бинск) je město v Novosibirské oblasti v Ruské federaci. Při sčítání lidu v roce 2010 měl přes třicet tisíc obyvatel.

## Dějiny
Barabinsk vznikl v roce 1893 při budování transsibiřské magistrály.
Od roku 1917 je městem.

## Poloha
Barabinsk leží v Barabinské stepi, rozsáhlé stepi o rozloze 117 000 kilometrů rozkládající se mezi Irtyšem a Obem na jihovýchodě Západosibiřské roviny. Od Novosibirsku, správního střediska oblasti, je Barabinsk vzdálen přibližně 300 kilometrů západně.
Deset kilometrů severně od Barabinsku leží na řece Omu o něco větší město Kujbyšev.

## Rodáci
- Anatolij Marčenko (1938–1986), spisovatel a obránce lidských práv